# 墨里西·拉马略
墨里西·拉马略（Muricy Ramalho，1955年11月30日—），是巴西已退役的足球运动员和现任主教练。
1998年，他曾执教中国甲A联赛上海申花，夺得中国足协杯冠军。2007年，他率领圣保罗卫冕了巴西足球甲级联赛冠军，因为前申花主教练的身份成为中国媒体的热点。2008年，圣保罗在他的率领下创造了巴西甲级联赛史无前例的三连冠。